# Sébastien Dumez
Sébastien Dumez (* 27. Juni 1974 in Le Raincy) ist ein ehemaliger französischer Autorennfahrer. 

## Karriere im Motorsport
Sébastien Dumez begann seine Karriere 1984 im französischen Monopostosport. Nach Anfängen in der Formel Renault und der Formel Ford bestritt er 1998 eine komplette Saison in der Französischen Formel-3-Meisterschaft, die er an der siebten Stelle der Gesamtwertung (Gesamtsieger war Teamkollege David Saelens) beenden konnte. Nach weiteren Einsätzen in diversen Formel-3-Meisterschaften 1999 wechselte er 2000 in den GT-Sport.
Bis zum Ablauf der Saison 2015 war er bei 82 Rennen am Start gewesen und feierte dabei vier Gesamt- und sieben Klassensiege. 2000 wurde er hinter Christophe Bouchut Gesamtzweiter im Porsche Carrera Cup Frankreich und gewann ein Jahr später für Larbre Compétition die Gesamtwertung der französischen GT-Meisterschaft. 2002 und 2003 folgten Gesamtsiege im nationalen Carrera Cup. 
Im internationalen GT-Sport war Dumez in der European Le Mans Series engagiert, ging zweimal beim 24-Stunden-Rennen von Le Mans an den Start und 2001 beim 12-Stunden-Rennen von Sebring.

## Statistik

### Le-Mans-Ergebnisse
| Jahr | Team               | Fahrzeug            | Teamkollege       | Teamkollege      | Platzierung | Ausfallgrund |
| ---- | ------------------ | ------------------- | ----------------- | ---------------- | ----------- | ------------ |
| 2001 | Larbre Compétition | Porsche 911 GT3-RS  | Patrice Goueslard | Jean-Luc Chéreau | Rang 10     |              |
| 2005 | IMSA Performance   | Porsche 996 GT3 RSR | Romain Dumas      | Raymond Narac    | Rang 15     |              |

### Sebring-Ergebnisse
| Jahr | Team               | Fahrzeug           | Teamkollege        | Teamkollege       | Platzierung | Ausfallgrund |
| ---- | ------------------ | ------------------ | ------------------ | ----------------- | ----------- | ------------ |
| 2001 | Larbre Compétition | Porsche 911 GT3-RS | Christophe Bouchut | Patrice Goueslard | Rang 13     |              |